# Schwabing-West

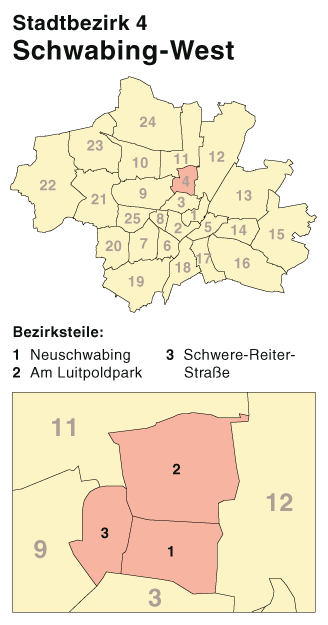
Bezirksteile

Schwabing-West ist der Stadtbezirk 4 der bayerischen Landeshauptstadt München.
Der Stadtbezirk gehört zu den wenigen homogenen Stadtbezirken Münchens mit einheitlichem Erscheinungsbild. Er umfasst vor allem die Stadterweiterungen um 1900, die auf dem Gebiet der 1890 eingemeindeten Stadt Schwabing entstanden.

## Lage
Schwabing-West liegt im Münchner Norden, westlich der Isar und nördlich der Maxvorstadt. Seine Grenze im Süden verläuft entlang der Loth- und Georgenstraße bis zur Dachauer Straße, die die Westgrenze bis zur Schwere-Reiter-Straße bildet. Im Nord-Westen verläuft seine Grenze erst entlang der Schwere-Reiter-Straße nach Osten und anschließend dem Bogen der Ackermannstraße folgend bis zur Winzererstraße; erst folgt sie dieser und anschließend der Lerchenauer Straße nach Norden bis zum Mittleren Ring/Petuelring. Dieser ist die Nordgrenze des Bezirks, im Osten läuft sie dann entlang der Isolden-, Simmern-, Viktoria- und Friedrichstraße.
Nachbarbezirke sind Milbertshofen-Am Hart im Nordwesten und Norden, Schwabing-Freimann im Osten, Maxvorstadt im Süden und Neuhausen-Nymphenburg im Westen.

## Geschichte
Das alte Schwabing liegt in den heutigen Stadtbezirken 4 und 12.

### Schwabing

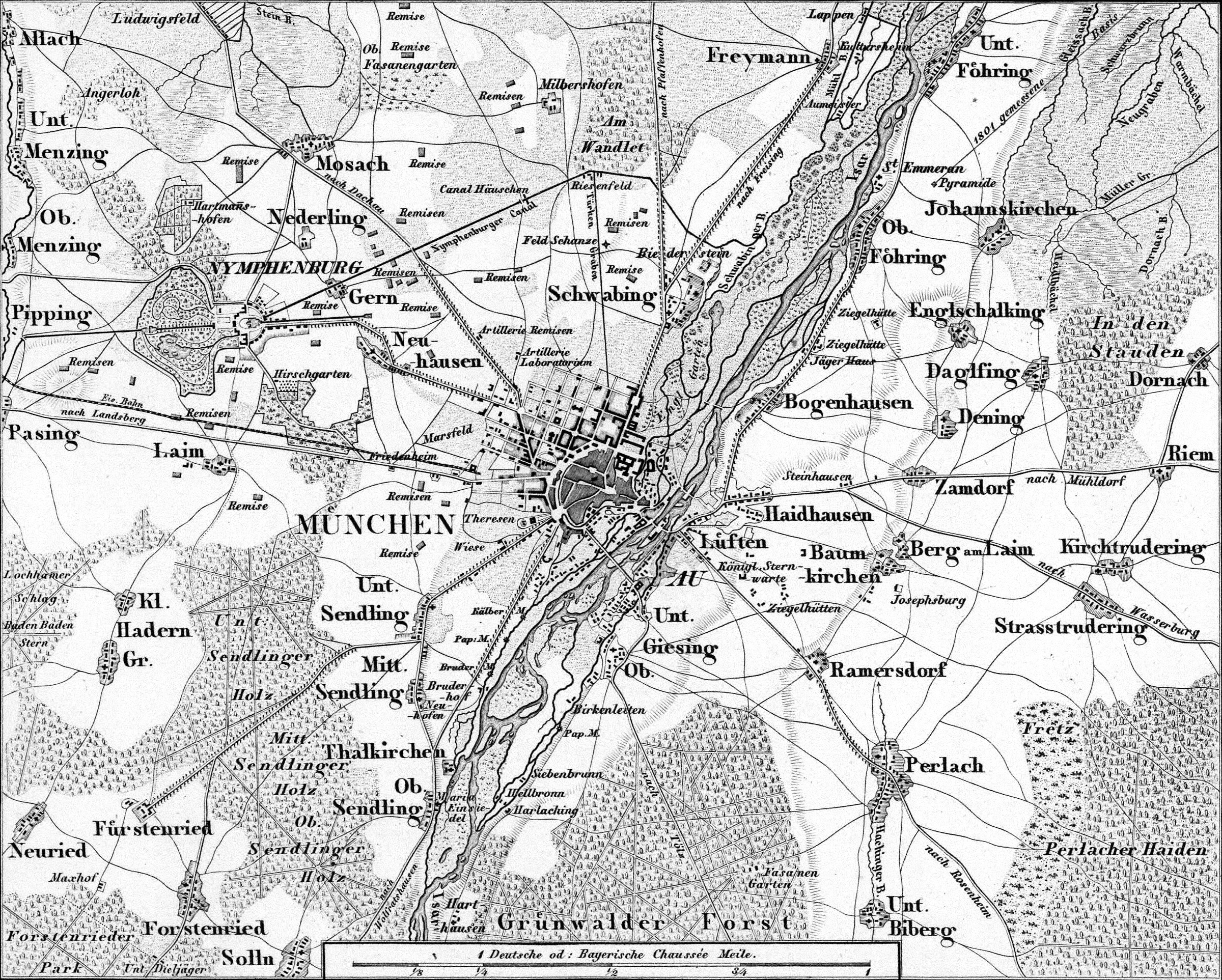
Schwabing und Freimann auf einer Karte von 1858

Schwabing wurde 782 erstmals urkundlich als Suuapinga erwähnt. Der Name kommt von Swapo und bedeutet Siedlung eines Schwaben. Das Dorf wurde 1886 zur Stadt erhoben und dann 1890 nach München eingemeindet. Bereits 1909 wurden die damaligen Neubaugebiete im Westen des ehemaligen Schwabinger Stadtgebietes aus dem Stadtbezirk Schwabing herausgelöst und zum eigenen Stadtbezirk erhoben. 1996 wurde das Gebiet um das nördliche Schwabing mit Krankenhaus und Luitpoldpark sowie dem südöstlichen Teil des Oberwiesenfeldes, bis dahin Teil von Neuhausen, erweitert. Dadurch verdreifachte der Stadtbezirk seine Fläche, die Einwohnerzahl verdoppelte sich.

#### Historische Stadtteile der ehemaligen Stadt Schwabing im heutigen Stadtbezirk
- Konradshof, Stadt Schwabing: Der Ort wurde 1260 erstmals als Chunratshoven erwähnt. Die Bedeutung des Namens ist fast wörtlich abzuleiten: Hof eines Konrad. Die Identität dieses Konrads ist umstritten, wahrscheinlich handelt sich hier um die Person des Propstes Konrad von Schäftlarn, da dem Kloster Schäftlarn die Äcker auf dem südlichen Teil des Oberwiesenfeldes bis zur Säkularisation 1803 gehörten. Diese Äcker waren an Münchner Bürger verpachtet. Ein zugehöriges Gehöft hat nie existiert. Seit der Neugliederung der Stadtbezirke gehört ein Teil zum Stadtbezirk Neuhausen-Nymphenburg.

#### Neue Stadtteile auf dem Gebiet der ehemaligen Stadt Schwabing im heutigen Stadtbezirk
- Militärwohnanlage Barbarastraße: Die auch Barbarasiedlung genannte Kleinwohnungsanlage entstand 1909/10 für Mitarbeiter des nahe gelegenen Heeresbekleidungsamts, die Soldaten waren, ohne aktiven Truppendienst zu leisten.

- Neubaugebiet Am Ackermannbogen an der Ackermannstraße Ecke Schwere-Reiter-Straße anstelle der auch zum ehemaligen Kasernament Oberwiesenfeld gehörenden Waldmann-Kaserne, der Stetten-Kaserne und Teilen der Prinz-Leopold-Kaserne.

#### Neubaugebiete um 1900

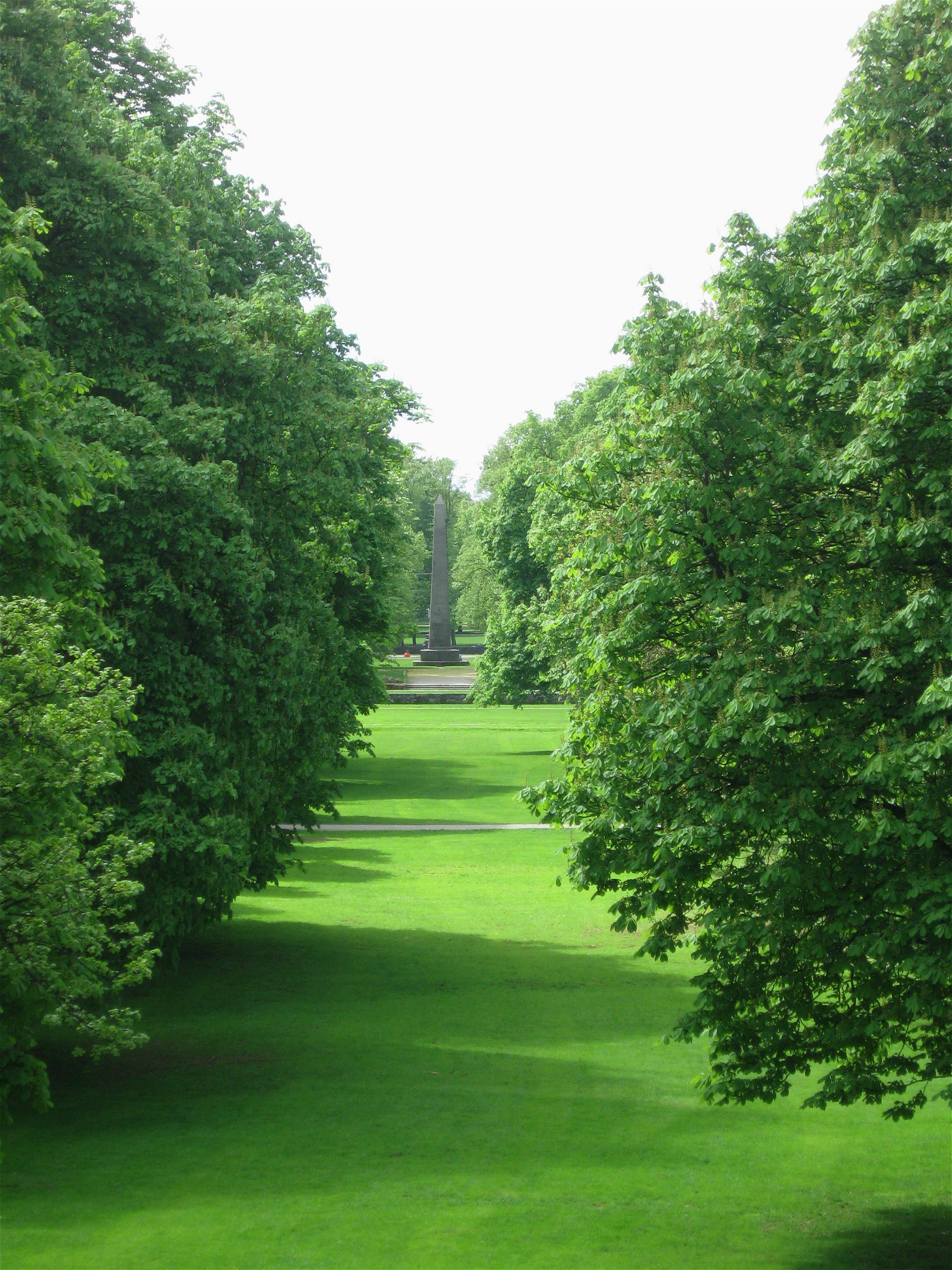
Luitpoldpark

Keinen eigenen amtlichen Namen besitzen die Neubaugebiete, die um 1900 entstanden. Diese, oft im Jugendstil gehaltenen Viertel, wurden durch eine Reihe von Plätzen aufgelockert, die jeweils einen Mittelpunkt des Viertels darstellten und meistens durch eine öffentliche Einrichtung wie eine Schule oder ein städtisches Amt noch einmal Gewicht erhielten. Dieses Platzkonzept der gründerzeitlichen Stadtplanung wurde auch nach dem Ersten Weltkrieg beibehalten. Als wichtigste Plätze sind zu nennen: Kurfürstenplatz, Hohenzollernplatz, Elisabethplatz, Bayernplatz, Scheidplatz, Pündterplatz, Kölner Platz und Bonner Platz. Abgerundet wurde dieses eher großbürgerlich geprägte Gebiet durch den 1912 angelegten Luitpoldpark. Im Zweiten Weltkrieg teilweise schwer zerstört wurden in den 1950er und 1970er Jahren die Baulücken geschlossen. Ab etwa 1985 erfolgte die Sanierung des Altbaubestandes, der noch sehr prägend ist.

## Sozialstruktur
Der Stadtbezirk Schwabing-West ist eindeutig mittelschichtorientiert. Der Anteil an qualifizierten Angestellten ist überdurchschnittlich, das Ausbildungsniveau ist daher entsprechend hoch. 63 Prozent aller Haushalte im Stadtbezirk sind Ein-Personen-Haushalte, vor allem mit Bewohnern jüngeren und mittleren Alters, Familien mit Kindern sind mit 11 Prozent eher unterrepräsentiert. 26 Prozent aller Haushalte im Stadtbezirk sind kinderlose Mehr-Personen-Haushalte. Zum 31. Dezember 2014 betrug der Ausländeranteil 22,3 Prozent und liegt damit knapp unter dem Stadtdurchschnitt (26,4 Prozent).
Durch den verhältnismäßig hohen Anteil an Arbeitsplätzen im Bereich der öffentlichen Einrichtungen und Verwaltungen dominieren Dienstleistungsbereich und Handel, auf die zusammen 60 Prozent der Arbeitsplätze entfallen.

## Verkehr

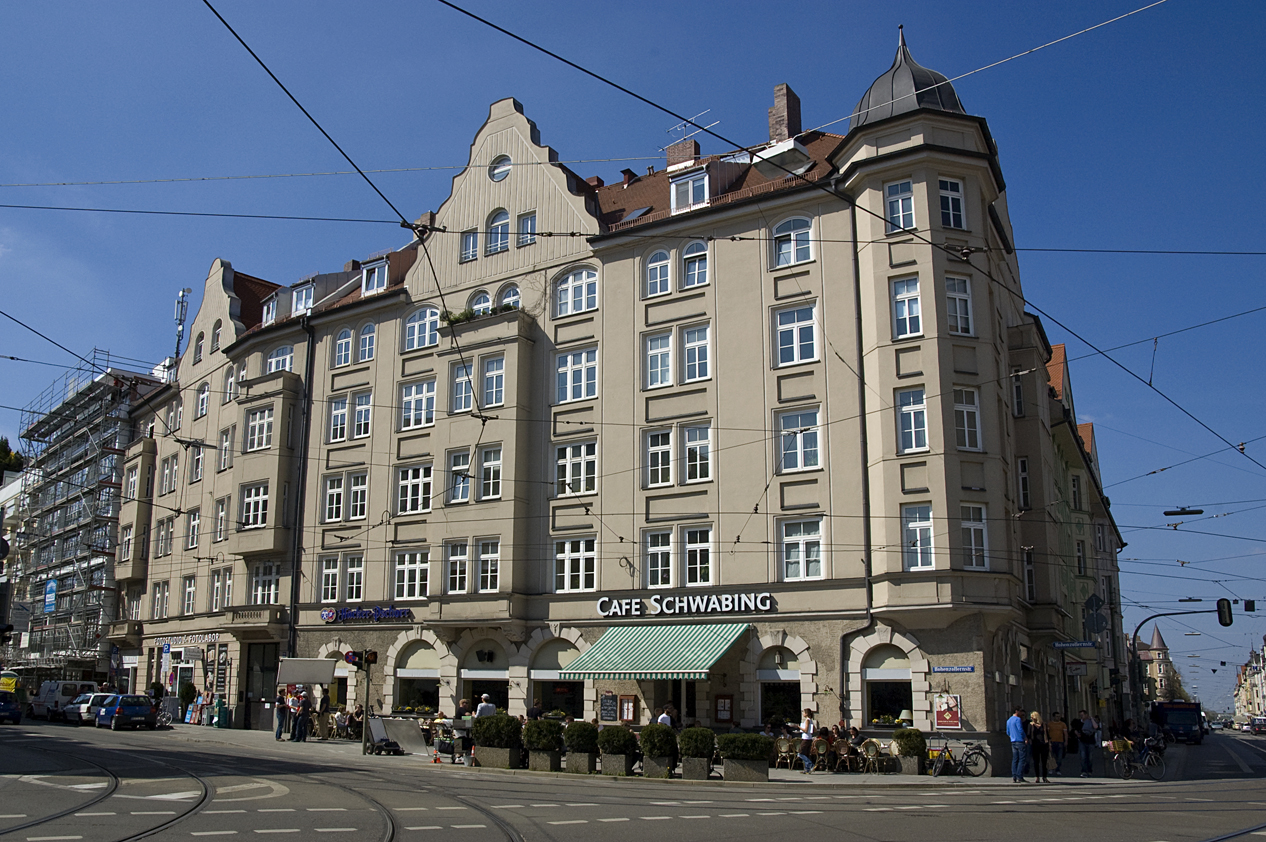
Pizzeria „Neuhauser“ (früheres Cafe Schwabing) an der Belgradstraße Ecke Hohenzollernstraße

Schwabing-West wird vor allem durch sechs Verbindungsachsen erschlossen, die heute nicht alle vollständig als Hauptsammelstraßen dienen: Als Nord-Süd-Verbindungen dienen vor allem Schleißheimer Straße und die Belgradstraße sowie die zum Stadtbezirk Schwabing-Freimann gehörende Leopoldstraße, die den Verkehr aus den Ost-West-Verbindungen Karl-Theodor-Straße / Bonner Platz / Rheinstraße, Herzogstraße und Elisabethstraße / Franz-Joseph-Straße aufnimmt.
Im öffentlichen Nahverkehr wird der Stadtteil durch die U-Bahn-Linien U2 (U-Bahnhöfe Hohenzollernplatz und Scheidplatz), U3 (U-Bahnhöfe Bonner Platz, Scheidplatz und Petuelring), durch die Trambahnlinien 12 und 27 sowie durch mehrere MVG-Buslinien erschlossen.

## Öffentliche Einrichtungen

Utopia Halle

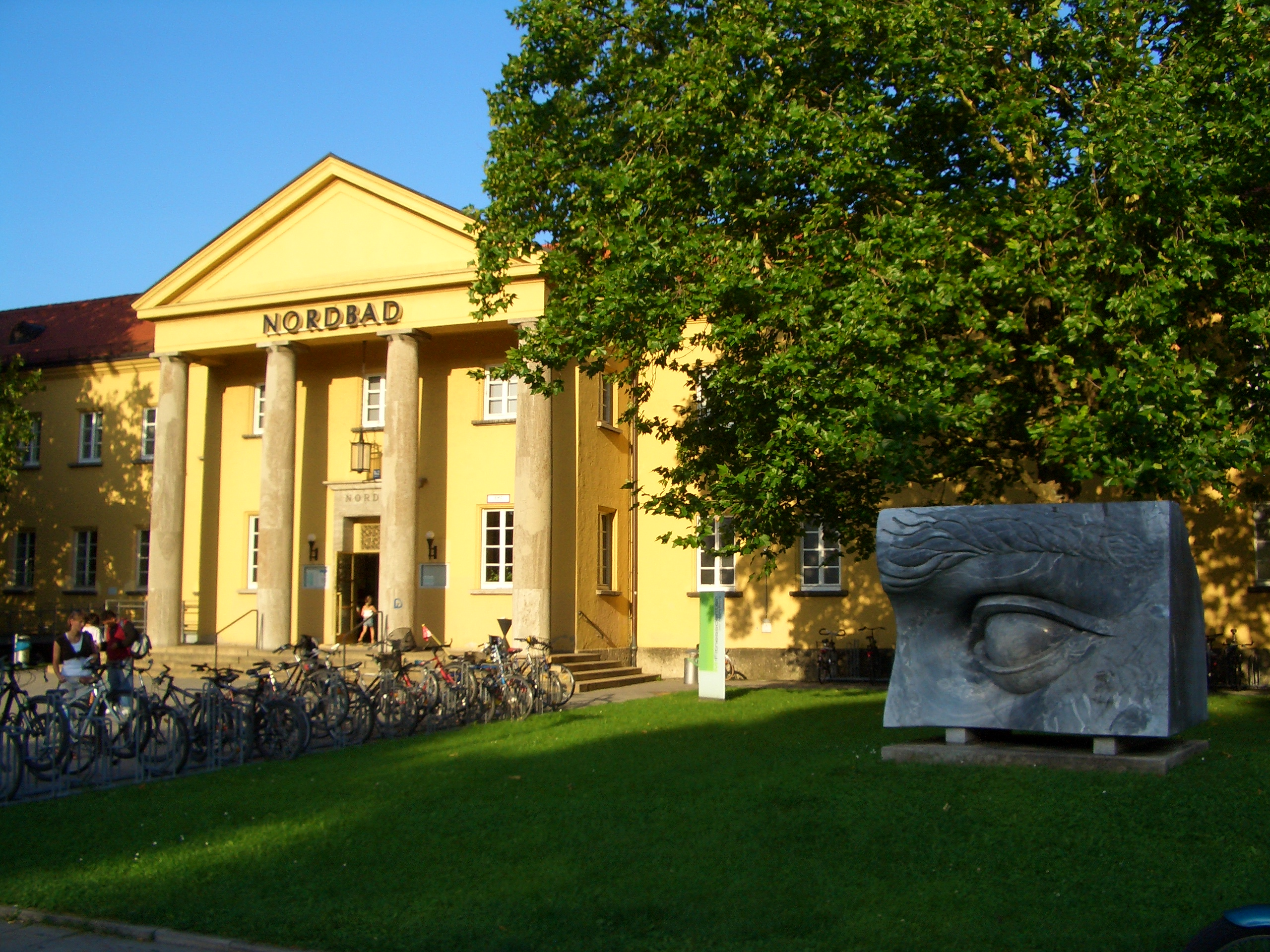
Nordbad

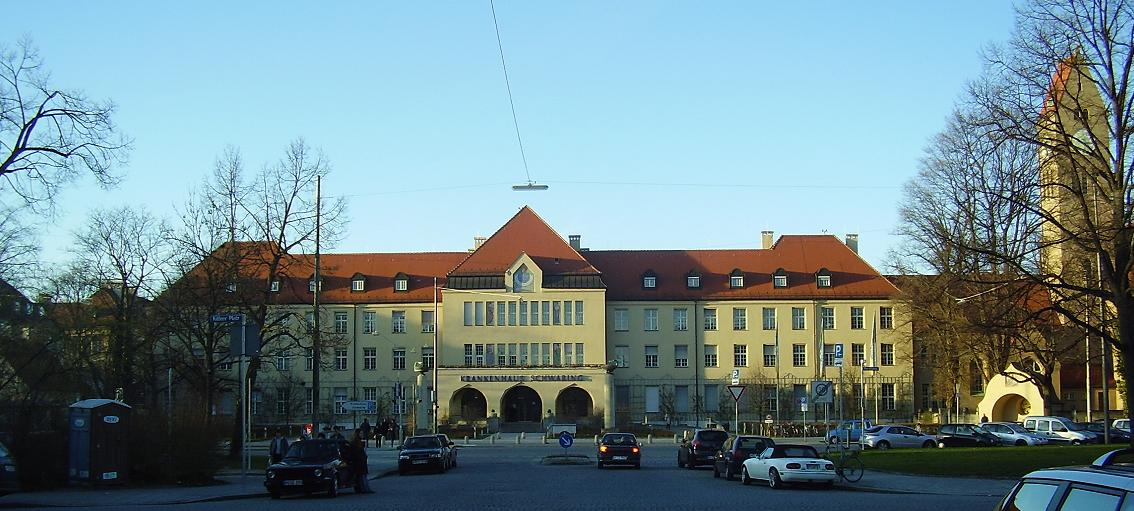
Klinikum Schwabing – Haupteingang am Kölner Platz

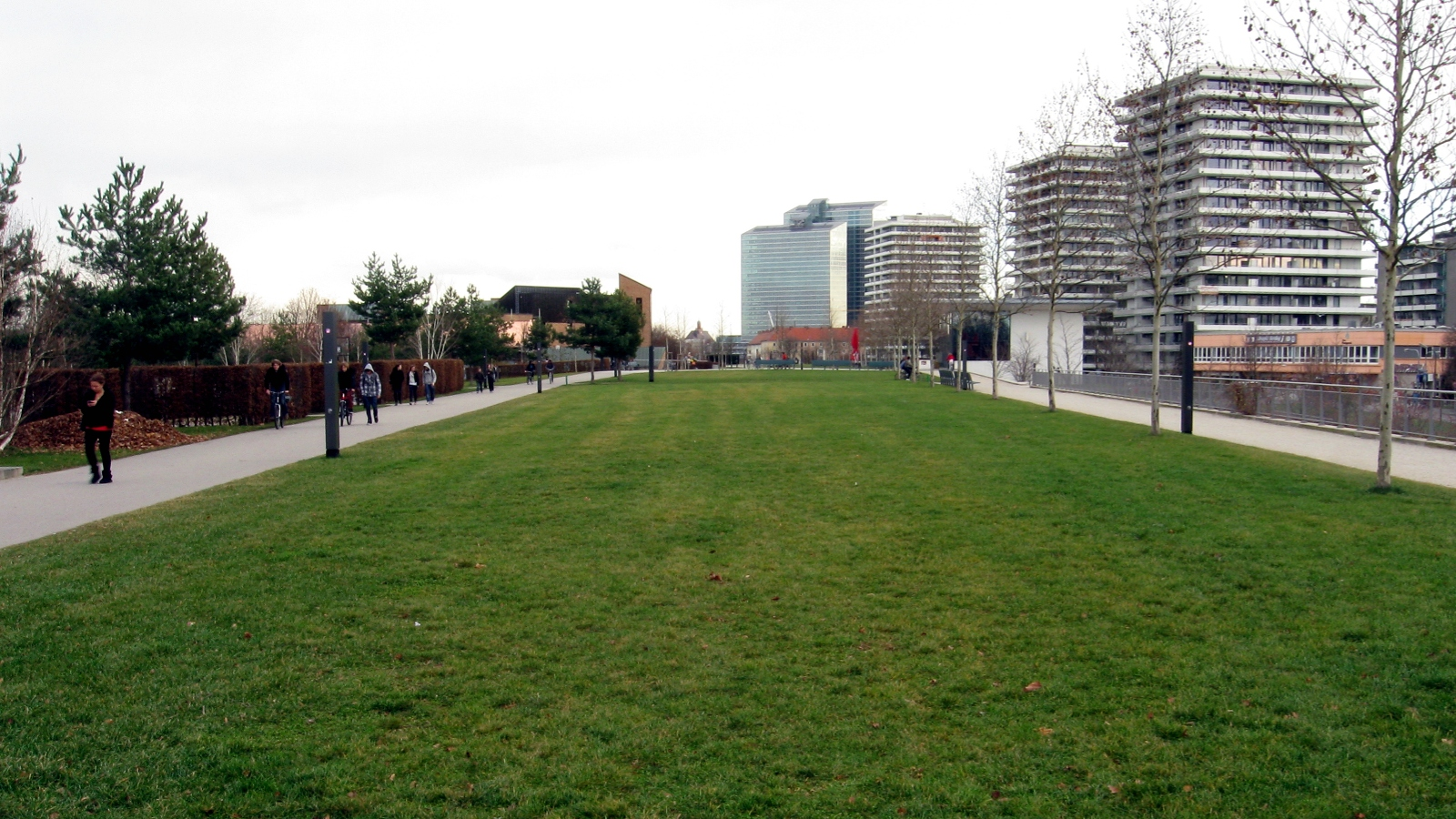
Petuelpark

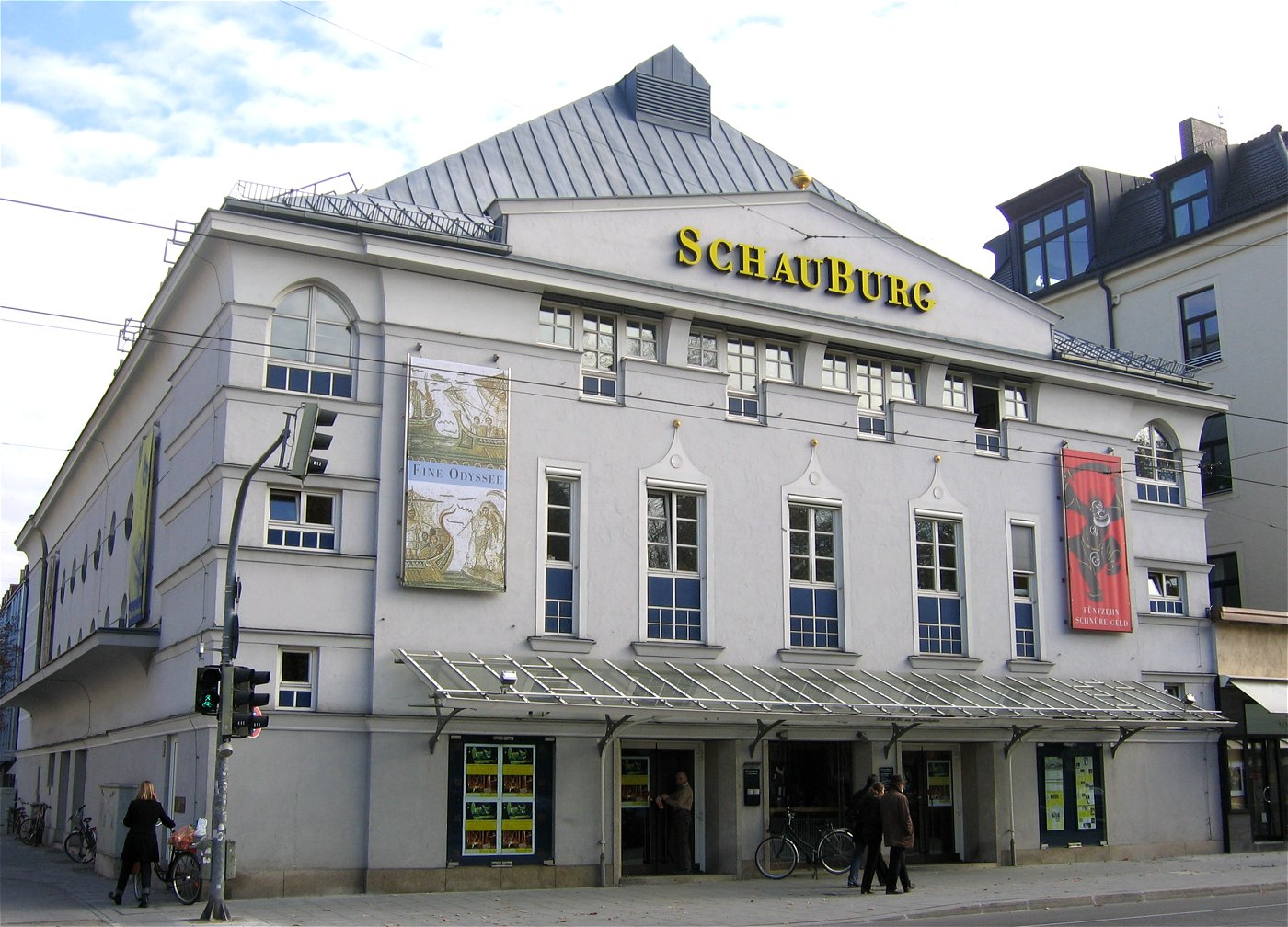
Schauburg

Im Stadtbezirk Schwabing-West sind eine Vielzahl an öffentlichen Einrichtungen angesiedelt. Neben dem Städtischen Klinikum Schwabing sind vor allem das Willi-Graf-Gymnasium, das Sophie-Scholl-Gymnasium, das Max-Planck-Institut für Psychiatrie und das Rehabilitationszentrum für Körperbehinderte (Stiftung Pfennigparade) zu nennen. Wichtige kulturelle Einrichtungen sind das Kinder- und Jugendtheater Schauburg (München). Im Petuelpark liegt der Kubus im Petuelpark. An der Schleißheimer Straße liegt das Nordbad, am Luitpoldpark/Petuelring das Freibad Georgenschwaige.

## Statistik
(Stand jeweils am 31. Dezember, Einwohner mit Hauptwohnsitz)
| Jahr | Einwohner | davon Ausländer | Einwohner je km² |
| ---- | --------- | --------------- | ---------------- |
| 2000 | 53.789    | 11.144 (20,7 %) | 12.311           |
| 2001 | 54.580    | 11.868 (21,7 %) | 12.492           |
| 2002 | 54.272    | 11.674 (21,5 %) | 12.421           |
| 2003 | 54.351    | 11.960 (22,0 %) | 12.440           |
| 2004 | 55.231    | 12.012 (21,7 %) | 12.647           |
| 2005 | 56.033    | 12.125 (21,6 %) | 12.830           |
| 2006 | 59.553    | 12.323 (20,7 %) | 13.720           |
| 2007 | 61.514    | 12.653 (20,6 %) | 14.176           |
| 2008 | 62.541    | 12.635 (20,2 %) | 14.412           |
| 2009 | 62.028    | 12.181 (18,6 %) | 14.217           |
| 2010 | 62.856    | 12.481 (19,9 %) | 14.407           |
| 2011 | 63.644    | 12.882 (20,2 %) | 14.587           |
| 2012 | 64.768    | 13.462 (20,8 %) | 14.845           |
| 2013 | 65.892    | 14.115 (21,4 %) | 15.102           |
| 2014 | 67.094    | 14.959 (22,3 %) | 15.378           |
| 2015 | 68.527    | 15.781 (23,0 %) | 15.706           |
| 2016 | 69.407    | 16.264 (23,4 %) | 15.908           |
| 2017 | 68.265    | 15.356 (22,5 %) | 15.646           |
| 2018 | 68.527    | 15.528 (22,7 %) | 15.706           |
| 2019 | 68.935    | 15.730 (22,8 %) | 15.800           |
| 2020 | 68.750    | 15.771 (22,9 %) | 15.756           |
| 2021 | 68.255    | 15.898 (23,3 %) | 15.643           |
| 2022 | 68.603    | 16.545 (24,1 %) | 15.723           |
| 2023 | 68.254    | 16.344 (23,9 %) | 15.643           |
| 2024 | 68.610    | 16.594 (24,2 %) | 15.724           |

Quelle mit weiteren Daten

## Politik
- Linke: 2
- SPD: 6
- Grüne: 12
- FW/ÖDP: 1
- FDP: 2
- CSU: 6

Der Bezirksausschuss von Schwabing-West wurde zuletzt am 15. März 2020 gewählt. Die Sitzverteilung lautet wie folgt: Grüne 12, SPD 6, CSU 6, FDP 2, LINKE 2 und FW/ÖDP 1. Von den 52.382 stimmberechtigten Einwohnern in Schwabing-West haben 28.104 von ihrem Wahlrecht Gebrauch gemacht, womit die Wahlbeteiligung bei 53,7 % (2014: 44,6 %) lag.

## Bedeutende Persönlichkeiten
Folgende Personen haben zumindest eine Zeit lang im heutigen Stadtbezirk Schwabing-West gelebt:
- Rainer Maria Rilke
- Rainer Werner Fassbinder
- Leo Trotzki
- Wladimir Iljitsch Lenin
- Walter Sedlmayr
- Feodor Lynen
- Arlette Pielmann
- Werner Heisenberg
- Olga Benario-Prestes